# Línea 17 (Córdoba)
La Línea 17 es una línea de colectivos de la ciudad de Córdoba, Argentina. El servicio está actualmente operado por la empresa Coniferal. 
Anteriormente el servicio de la Línea 17 era denominada como N7 y N11 desde 2002 por Coniferal, hasta que el 1 de marzo de 2014, con la implementación del nuevo sistema de transporte, las N7 y N11 se fusiona como 17 operado por la misma empresa. Meses después de la implementación del nuevo sistema, la 17 inicia/finaliza en Barrio Nueva Esperanza (desde 2023) y actualmente su recorrido finaliza en el barrio Ituzaingó, punta de línea de las líneas 10, 12, y 17 de la misma empresa Coniferal.

## Recorrido
IDA:  Vucetich antes de Schrodinger -por Vucetich- J. Franck - Michelson - W. Bragg - Camino a Capilla de los Remedios - Vermouth - Baravalle - Marzano - Leiva- Sanchez de Loria- Arco Entrada a C. Evita - Alli a la Der. 2 Cuadras - Dobla a la Izq. 1- a la izquierda 6 Bocacalles Hasta  Final de la Calle - Dobla a la Izq. hasta el Fondo - A la izq. 100 m - A la Der.  entra por Huergo - Leiva - Zapata - Delgado - Huergo -  R9 Sur- Sabattini - Bv. Illia - Chacabuco - Maipú - Sarmiento - Comienza la Vta Redonda
REGRESO: H. Primo - Gral Paz - V, Sarsfield (Fin de vuelta redonda) - Bv.S. Juan –Bv. Illia - Sabattini – Huergo - Delgado -  Zapata - Leiva (izquierda) - Huergo (Derecha) - Entra a C. Evita- a la Izq. 100 Mts. - A la Der. (1) Una Bocacalle - A la der. 7 Bocacalles -  S. de Loria- izq. por Leiva - Marzano - Baravalle - Vermouth - Cno. Capilla de los Remedios - Willian Bragg - Calle Publica - James Franck-  Vucetich - Ingreso al Predio